# Coppa del Mondo di sci alpino paralimpico 2026
La Coppa del Mondo di sci alpino paralimpico 2026 sarà la 27ª edizione della manifestazione, organizzata dalla Federazione internazionale sci e snowboard; inizierà il 10 dicembre 2025 a Steinach am Brenner, in Austria, e si concluderà il 10 febbraio 2026 a Veysonnaz, in Svizzera. Al termine della stagione si terranno a Cortina d'Ampezzo le gare di sci alpino ai XIV Giochi paralimpici invernali di Milano Cortina 2026, non validi ai fini della Coppa del Mondo. In seguito all'invasione russa dell'Ucraina del 2022, gli atleti russi e bielorussi sono stati esclusi dalle competizioni.
Sia in campo maschile sia in campo femminile sono in programma 21 gare nelle tre categorie ipovedenti, in piedi e seduti (6 discese libere, 4 supergiganti, 5 slalom giganti, 5 slalom speciali, 1 combinata), in 8 tappe.

## Uomini

### Risultati
| Data             | Località                | Nazione  | Spec. | Categoria               | Primo | Secondo | Terzo |
| ---------------- | ----------------------- | -------- | ----- | ----------------------- | ----- | ------- | ----- |
| 10 dicembre 2025 | Steinach am Brenner     | Austria  | KB    | Ipovedenti Atleta guida |       |         |       |
| 10 dicembre 2025 | Steinach am Brenner     | Austria  | KB    | In piedi                |       |         |       |
| 10 dicembre 2025 | Steinach am Brenner     | Austria  | KB    | Seduti                  |       |         |       |
| 11 dicembre 2025 | Steinach am Brenner     | Austria  | SG    | Ipovedenti Atleta guida |       |         |       |
| 11 dicembre 2025 | Steinach am Brenner     | Austria  | SG    | In piedi                |       |         |       |
| 11 dicembre 2025 | Steinach am Brenner     | Austria  | SG    | Seduti                  |       |         |       |
| 12 dicembre 2025 | Steinach am Brenner     | Austria  | SG    | Ipovedenti Atleta guida |       |         |       |
| 12 dicembre 2025 | Steinach am Brenner     | Austria  | SG    | In piedi                |       |         |       |
| 12 dicembre 2025 | Steinach am Brenner     | Austria  | SG    | Seduti                  |       |         |       |
| 16 dicembre 2025 | Santa Caterina Valfurva | Italia   | DH    | Ipovedenti Atleta guida |       |         |       |
| 16 dicembre 2025 | Santa Caterina Valfurva | Italia   | DH    | In piedi                |       |         |       |
| 16 dicembre 2025 | Santa Caterina Valfurva | Italia   | DH    | Seduti                  |       |         |       |
| 17 dicembre 2025 | Santa Caterina Valfurva | Italia   | DH    | Ipovedenti Atleta guida |       |         |       |
| 17 dicembre 2025 | Santa Caterina Valfurva | Italia   | DH    | In piedi                |       |         |       |
| 17 dicembre 2025 | Santa Caterina Valfurva | Italia   | DH    | Seduti                  |       |         |       |
| 19 dicembre 2025 | Sankt Moritz            | Svizzera | GS    | Ipovedenti Atleta guida |       |         |       |
| 19 dicembre 2025 | Sankt Moritz            | Svizzera | GS    | In piedi                |       |         |       |
| 19 dicembre 2025 | Sankt Moritz            | Svizzera | GS    | Seduti                  |       |         |       |
| 20 dicembre 2025 | Sankt Moritz            | Svizzera | GS    | Ipovedenti Atleta guida |       |         |       |
| 20 dicembre 2025 | Sankt Moritz            | Svizzera | GS    | In piedi                |       |         |       |
| 20 dicembre 2025 | Sankt Moritz            | Svizzera | GS    | Seduti                  |       |         |       |
| 21 dicembre 2025 | Sankt Moritz            | Svizzera | SL    | Ipovedenti Atleta guida |       |         |       |
| 21 dicembre 2025 | Sankt Moritz            | Svizzera | SL    | In piedi                |       |         |       |
| 21 dicembre 2025 | Sankt Moritz            | Svizzera | SL    | Seduti                  |       |         |       |
| 14 gennaio 2026  | Saalbach-Hinterglemm    | Austria  | DH    | Ipovedenti Atleta guida |       |         |       |
| 14 gennaio 2026  | Saalbach-Hinterglemm    | Austria  | DH    | In piedi                |       |         |       |
| 14 gennaio 2026  | Saalbach-Hinterglemm    | Austria  | DH    | Seduti                  |       |         |       |
| 16 gennaio 2026  | Saalbach-Hinterglemm    | Austria  | DH    | Ipovedenti Atleta guida |       |         |       |
| 16 gennaio 2026  | Saalbach-Hinterglemm    | Austria  | DH    | In piedi                |       |         |       |
| 16 gennaio 2026  | Saalbach-Hinterglemm    | Austria  | DH    | Seduti                  |       |         |       |
| 17 gennaio 2026  | Saalbach-Hinterglemm    | Austria  | SG    | Ipovedenti Atleta guida |       |         |       |
| 17 gennaio 2026  | Saalbach-Hinterglemm    | Austria  | SG    | In piedi                |       |         |       |
| 17 gennaio 2026  | Saalbach-Hinterglemm    | Austria  | SG    | Seduti                  |       |         |       |
| 22 gennaio 2026  | Feldberg                | Germania | SL    | Ipovedenti Atleta guida |       |         |       |
| 22 gennaio 2026  | Feldberg                | Germania | SL    | In piedi                |       |         |       |
| 22 gennaio 2026  | Feldberg                | Germania | SL    | Seduti                  |       |         |       |
| 23 gennaio 2026  | Feldberg                | Germania | SL    | Ipovedenti Atleta guida |       |         |       |
| 23 gennaio 2026  | Feldberg                | Germania | SL    | In piedi                |       |         |       |
| 23 gennaio 2026  | Feldberg                | Germania | SL    | Seduti                  |       |         |       |
| 27 gennaio 2026  | Méribel                 | Francia  | SL    | Ipovedenti Atleta guida |       |         |       |
| 27 gennaio 2026  | Méribel                 | Francia  | SL    | In piedi                |       |         |       |
| 27 gennaio 2026  | Méribel                 | Francia  | SL    | Seduti                  |       |         |       |
| 29 gennaio 2026  | Méribel                 | Francia  | GS    | Ipovedenti Atleta guida |       |         |       |
| 29 gennaio 2026  | Méribel                 | Francia  | GS    | In piedi                |       |         |       |
| 29 gennaio 2026  | Méribel                 | Francia  | GS    | Seduti                  |       |         |       |
| 30 gennaio 2026  | Méribel                 | Francia  | GS    | Ipovedenti Atleta guida |       |         |       |
| 30 gennaio 2026  | Méribel                 | Francia  | GS    | In piedi                |       |         |       |
| 30 gennaio 2026  | Méribel                 | Francia  | GS    | Seduti                  |       |         |       |
| 4 febbraio 2026  | Tignes                  | Francia  | DH    | Ipovedenti Atleta guida |       |         |       |
| 4 febbraio 2026  | Tignes                  | Francia  | DH    | In piedi                |       |         |       |
| 4 febbraio 2026  | Tignes                  | Francia  | DH    | Seduti                  |       |         |       |
| 5 febbraio 2026  | Tignes                  | Francia  | DH    | Ipovedenti Atleta guida |       |         |       |
| 5 febbraio 2026  | Tignes                  | Francia  | DH    | In piedi                |       |         |       |
| 5 febbraio 2026  | Tignes                  | Francia  | DH    | Seduti                  |       |         |       |
| 6 febbraio 2026  | Tignes                  | Francia  | SG    | Ipovedenti Atleta guida |       |         |       |
| 6 febbraio 2026  | Tignes                  | Francia  | SG    | In piedi                |       |         |       |
| 6 febbraio 2026  | Tignes                  | Francia  | SG    | Seduti                  |       |         |       |
| 9 febbraio 2026  | Veysonnaz               | Svizzera | SL    | Ipovedenti Atleta guida |       |         |       |
| 9 febbraio 2026  | Veysonnaz               | Svizzera | SL    | In piedi                |       |         |       |
| 9 febbraio 2026  | Veysonnaz               | Svizzera | SL    | Seduti                  |       |         |       |
| 10 febbraio 2026 | Veysonnaz               | Svizzera | GS    | Ipovedenti Atleta guida |       |         |       |
| 10 febbraio 2026 | Veysonnaz               | Svizzera | GS    | In piedi                |       |         |       |
| 10 febbraio 2026 | Veysonnaz               | Svizzera | GS    | Seduti                  |       |         |       |

Legenda:

DH = discesa libera

SG = supergigante

GS = slalom gigante

SL = slalom speciale

KB = combinata

### Classifiche

#### Ipovedenti

##### Generale
| Pos. | Nome | Nazione | Punti |
| ---- | ---- | ------- | ----- |
| 1    |      |         |       |
| 2    |      |         |       |
| 3    |      |         |       |
| 4    |      |         |       |
| 5    |      |         |       |
| 6    |      |         |       |
| 7    |      |         |       |
| 8    |      |         |       |
| 9    |      |         |       |
| 10   |      |         |       |

##### Discesa libera
| Pos. | Nome Atleta guida | Nazione | Punti |
| ---- | ----------------- | ------- | ----- |
| 1    |                   |         |       |
| 2    |                   |         |       |
| 3    |                   |         |       |
| 4    |                   |         |       |
| 5    |                   |         |       |

##### Supergigante
| Pos. | Nome Atleta guida | Nazione | Punti |
| ---- | ----------------- | ------- | ----- |
| 1    |                   |         |       |
| 2    |                   |         |       |
| 3    |                   |         |       |
| 4    |                   |         |       |
| 5    |                   |         |       |

##### Slalom gigante
| Pos. | Nome Atleta guida | Nazione | Punti |
| ---- | ----------------- | ------- | ----- |
| 1    |                   |         |       |
| 2    |                   |         |       |
| 3    |                   |         |       |
| 4    |                   |         |       |
| 5    |                   |         |       |

##### Slalom speciale
| Pos. | Nome Atleta guida | Nazione | Punti |
| ---- | ----------------- | ------- | ----- |
| 1    |                   |         |       |
| 2    |                   |         |       |
| 3    |                   |         |       |
| 4    |                   |         |       |
| 5    |                   |         |       |

#### In piedi

##### Generale
| Pos. | Nome | Nazione | Punti |
| ---- | ---- | ------- | ----- |
| 1    |      |         |       |
| 2    |      |         |       |
| 3    |      |         |       |
| 4    |      |         |       |
| 5    |      |         |       |
| 6    |      |         |       |
| 7    |      |         |       |
| 8    |      |         |       |
| 9    |      |         |       |
| 10   |      |         |       |

##### Discesa libera
| Pos. | Nome | Nazione | Punti |
| ---- | ---- | ------- | ----- |
| 1    |      |         |       |
| 2    |      |         |       |
| 3    |      |         |       |
| 4    |      |         |       |
| 5    |      |         |       |

##### Supergigante
| Pos. | Nome | Nazione | Punti |
| ---- | ---- | ------- | ----- |
| 1    |      |         |       |
| 2    |      |         |       |
| 3    |      |         |       |
| 4    |      |         |       |
| 5    |      |         |       |

##### Slalom gigante
| Pos. | Nome | Nazione | Punti |
| ---- | ---- | ------- | ----- |
| 1    |      |         |       |
| 2    |      |         |       |
| 3    |      |         |       |
| 4    |      |         |       |
| 5    |      |         |       |

##### Slalom speciale
| Pos. | Nome | Nazione | Punti |
| ---- | ---- | ------- | ----- |
| 1    |      |         |       |
| 2    |      |         |       |
| 3    |      |         |       |
| 4    |      |         |       |
| 5    |      |         |       |

#### Seduti

##### Generale
| Pos. | Nome | Nazione | Punti |
| ---- | ---- | ------- | ----- |
| 1    |      |         |       |
| 2    |      |         |       |
| 3    |      |         |       |
| 4    |      |         |       |
| 5    |      |         |       |
| 6    |      |         |       |
| 7    |      |         |       |
| 8    |      |         |       |
| 9    |      |         |       |
| 10   |      |         |       |

##### Discesa libera
| Pos. | Nome | Nazione | Punti |
| ---- | ---- | ------- | ----- |
| 1    |      |         |       |
| 2    |      |         |       |
| 3    |      |         |       |
| 4    |      |         |       |
| 5    |      |         |       |

##### Supergigante
| Pos. | Nome | Nazione | Punti |
| ---- | ---- | ------- | ----- |
| 1    |      |         |       |
| 2    |      |         |       |
| 3    |      |         |       |
| 4    |      |         |       |
| 5    |      |         |       |

##### Slalom gigante
| Pos. | Nome | Nazione | Punti |
| ---- | ---- | ------- | ----- |
| 1    |      |         |       |
| 2    |      |         |       |
| 3    |      |         |       |
| 4    |      |         |       |
| 5    |      |         |       |

##### Slalom speciale
| Pos. | Nome | Nazione | Punti |
| ---- | ---- | ------- | ----- |
| 1    |      |         |       |
| 2    |      |         |       |
| 3    |      |         |       |
| 4    |      |         |       |
| 5    |      |         |       |

## Donne

### Risultati
| Data             | Località                | Nazione  | Spec. | Categoria               | Prima | Seconda | Terza |
| ---------------- | ----------------------- | -------- | ----- | ----------------------- | ----- | ------- | ----- |
| 10 dicembre 2025 | Steinach am Brenner     | Austria  | KB    | Ipovedenti Atleta guida |       |         |       |
| 10 dicembre 2025 | Steinach am Brenner     | Austria  | KB    | In piedi                |       |         |       |
| 10 dicembre 2025 | Steinach am Brenner     | Austria  | KB    | Seduti                  |       |         |       |
| 11 dicembre 2025 | Steinach am Brenner     | Austria  | SG    | Ipovedenti Atleta guida |       |         |       |
| 11 dicembre 2025 | Steinach am Brenner     | Austria  | SG    | In piedi                |       |         |       |
| 11 dicembre 2025 | Steinach am Brenner     | Austria  | SG    | Seduti                  |       |         |       |
| 12 dicembre 2025 | Steinach am Brenner     | Austria  | SG    | Ipovedenti Atleta guida |       |         |       |
| 12 dicembre 2025 | Steinach am Brenner     | Austria  | SG    | In piedi                |       |         |       |
| 12 dicembre 2025 | Steinach am Brenner     | Austria  | SG    | Seduti                  |       |         |       |
| 16 dicembre 2025 | Santa Caterina Valfurva | Italia   | DH    | Ipovedenti Atleta guida |       |         |       |
| 16 dicembre 2025 | Santa Caterina Valfurva | Italia   | DH    | In piedi                |       |         |       |
| 16 dicembre 2025 | Santa Caterina Valfurva | Italia   | DH    | Seduti                  |       |         |       |
| 17 dicembre 2025 | Santa Caterina Valfurva | Italia   | DH    | Ipovedenti Atleta guida |       |         |       |
| 17 dicembre 2025 | Santa Caterina Valfurva | Italia   | DH    | In piedi                |       |         |       |
| 17 dicembre 2025 | Santa Caterina Valfurva | Italia   | DH    | Seduti                  |       |         |       |
| 19 dicembre 2025 | Sankt Moritz            | Svizzera | GS    | Ipovedenti Atleta guida |       |         |       |
| 19 dicembre 2025 | Sankt Moritz            | Svizzera | GS    | In piedi                |       |         |       |
| 19 dicembre 2025 | Sankt Moritz            | Svizzera | GS    | Seduti                  |       |         |       |
| 20 dicembre 2025 | Sankt Moritz            | Svizzera | GS    | Ipovedenti Atleta guida |       |         |       |
| 20 dicembre 2025 | Sankt Moritz            | Svizzera | GS    | In piedi                |       |         |       |
| 20 dicembre 2025 | Sankt Moritz            | Svizzera | GS    | Seduti                  |       |         |       |
| 21 dicembre 2025 | Sankt Moritz            | Svizzera | SL    | Ipovedenti Atleta guida |       |         |       |
| 21 dicembre 2025 | Sankt Moritz            | Svizzera | SL    | In piedi                |       |         |       |
| 21 dicembre 2025 | Sankt Moritz            | Svizzera | SL    | Seduti                  |       |         |       |
| 14 gennaio 2026  | Saalbach-Hinterglemm    | Austria  | DH    | Ipovedenti Atleta guida |       |         |       |
| 14 gennaio 2026  | Saalbach-Hinterglemm    | Austria  | DH    | In piedi                |       |         |       |
| 14 gennaio 2026  | Saalbach-Hinterglemm    | Austria  | DH    | Seduti                  |       |         |       |
| 16 gennaio 2026  | Saalbach-Hinterglemm    | Austria  | DH    | Ipovedenti Atleta guida |       |         |       |
| 16 gennaio 2026  | Saalbach-Hinterglemm    | Austria  | DH    | In piedi                |       |         |       |
| 16 gennaio 2026  | Saalbach-Hinterglemm    | Austria  | DH    | Seduti                  |       |         |       |
| 17 gennaio 2026  | Saalbach-Hinterglemm    | Austria  | SG    | Ipovedenti Atleta guida |       |         |       |
| 17 gennaio 2026  | Saalbach-Hinterglemm    | Austria  | SG    | In piedi                |       |         |       |
| 17 gennaio 2026  | Saalbach-Hinterglemm    | Austria  | SG    | Seduti                  |       |         |       |
| 22 gennaio 2026  | Feldberg                | Germania | SL    | Ipovedenti Atleta guida |       |         |       |
| 22 gennaio 2026  | Feldberg                | Germania | SL    | In piedi                |       |         |       |
| 22 gennaio 2026  | Feldberg                | Germania | SL    | Seduti                  |       |         |       |
| 23 gennaio 2026  | Feldberg                | Germania | SL    | Ipovedenti Atleta guida |       |         |       |
| 23 gennaio 2026  | Feldberg                | Germania | SL    | In piedi                |       |         |       |
| 23 gennaio 2026  | Feldberg                | Germania | SL    | Seduti                  |       |         |       |
| 27 gennaio 2026  | Méribel                 | Francia  | SL    | Ipovedenti Atleta guida |       |         |       |
| 27 gennaio 2026  | Méribel                 | Francia  | SL    | In piedi                |       |         |       |
| 27 gennaio 2026  | Méribel                 | Francia  | SL    | Seduti                  |       |         |       |
| 29 gennaio 2026  | Méribel                 | Francia  | GS    | Ipovedenti Atleta guida |       |         |       |
| 29 gennaio 2026  | Méribel                 | Francia  | GS    | In piedi                |       |         |       |
| 29 gennaio 2026  | Méribel                 | Francia  | GS    | Seduti                  |       |         |       |
| 30 gennaio 2026  | Méribel                 | Francia  | GS    | Ipovedenti Atleta guida |       |         |       |
| 30 gennaio 2026  | Méribel                 | Francia  | GS    | In piedi                |       |         |       |
| 30 gennaio 2026  | Méribel                 | Francia  | GS    | Seduti                  |       |         |       |
| 4 febbraio 2026  | Tignes                  | Francia  | DH    | Ipovedenti Atleta guida |       |         |       |
| 4 febbraio 2026  | Tignes                  | Francia  | DH    | In piedi                |       |         |       |
| 4 febbraio 2026  | Tignes                  | Francia  | DH    | Seduti                  |       |         |       |
| 5 febbraio 2026  | Tignes                  | Francia  | DH    | Ipovedenti Atleta guida |       |         |       |
| 5 febbraio 2026  | Tignes                  | Francia  | DH    | In piedi                |       |         |       |
| 5 febbraio 2026  | Tignes                  | Francia  | DH    | Seduti                  |       |         |       |
| 6 febbraio 2026  | Tignes                  | Francia  | SG    | Ipovedenti Atleta guida |       |         |       |
| 6 febbraio 2026  | Tignes                  | Francia  | SG    | In piedi                |       |         |       |
| 6 febbraio 2026  | Tignes                  | Francia  | SG    | Seduti                  |       |         |       |
| 9 febbraio 2026  | Veysonnaz               | Svizzera | SL    | Ipovedenti Atleta guida |       |         |       |
| 9 febbraio 2026  | Veysonnaz               | Svizzera | SL    | In piedi                |       |         |       |
| 9 febbraio 2026  | Veysonnaz               | Svizzera | SL    | Seduti                  |       |         |       |
| 10 febbraio 2026 | Veysonnaz               | Svizzera | GS    | Ipovedenti Atleta guida |       |         |       |
| 10 febbraio 2026 | Veysonnaz               | Svizzera | GS    | In piedi                |       |         |       |
| 10 febbraio 2026 | Veysonnaz               | Svizzera | GS    | Seduti                  |       |         |       |

Legenda:

DH = discesa libera

SG = supergigante

GS = slalom gigante

SL = slalom speciale

KB = combinata

### Classifiche

#### Ipovedenti

##### Generale
| Pos. | Nome | Nazione | Punti |
| ---- | ---- | ------- | ----- |
| 1    |      |         |       |
| 2    |      |         |       |
| 3    |      |         |       |
| 4    |      |         |       |
| 5    |      |         |       |
| 6    |      |         |       |
| 7    |      |         |       |
| 8    |      |         |       |
| 9    |      |         |       |
| 10   |      |         |       |

##### Discesa libera
| Pos. | Nome Atleta guida | Nazione | Punti |
| ---- | ----------------- | ------- | ----- |
| 1    |                   |         |       |
| 2    |                   |         |       |
| 3    |                   |         |       |
| 4    |                   |         |       |
| 5    |                   |         |       |

##### Supergigante
| Pos. | Nome Atleta guida | Nazione | Punti |
| ---- | ----------------- | ------- | ----- |
| 1    |                   |         |       |
| 2    |                   |         |       |
| 3    |                   |         |       |
| 4    |                   |         |       |
| 5    |                   |         |       |

##### Slalom gigante
| Pos. | Nome Atleta guida | Nazione | Punti |
| ---- | ----------------- | ------- | ----- |
| 1    |                   |         |       |
| 2    |                   |         |       |
| 3    |                   |         |       |
| 4    |                   |         |       |
| 5    |                   |         |       |

##### Slalom speciale
| Pos. | Nome Atleta guida | Nazione | Punti |
| ---- | ----------------- | ------- | ----- |
| 1    |                   |         |       |
| 2    |                   |         |       |
| 3    |                   |         |       |
| 4    |                   |         |       |
| 5    |                   |         |       |

#### In piedi

##### Generale
| Pos. | Nome | Nazione | Punti |
| ---- | ---- | ------- | ----- |
| 1    |      |         |       |
| 2    |      |         |       |
| 3    |      |         |       |
| 4    |      |         |       |
| 5    |      |         |       |
| 6    |      |         |       |
| 7    |      |         |       |
| 8    |      |         |       |
| 9    |      |         |       |
| 10   |      |         |       |

##### Discesa libera
| Pos. | Nome | Nazione | Punti |
| ---- | ---- | ------- | ----- |
| 1    |      |         |       |
| 2    |      |         |       |
| 3    |      |         |       |
| 4    |      |         |       |
| 5    |      |         |       |

##### Supergigante
| Pos. | Nome | Nazione | Punti |
| ---- | ---- | ------- | ----- |
| 1    |      |         |       |
| 2    |      |         |       |
| 3    |      |         |       |
| 4    |      |         |       |
| 5    |      |         |       |

##### Slalom gigante
| Pos. | Nome | Nazione | Punti |
| ---- | ---- | ------- | ----- |
| 1    |      |         |       |
| 2    |      |         |       |
| 3    |      |         |       |
| 4    |      |         |       |
| 5    |      |         |       |

##### Slalom speciale
| Pos. | Nome | Nazione | Punti |
| ---- | ---- | ------- | ----- |
| 1    |      |         |       |
| 2    |      |         |       |
| 3    |      |         |       |
| 4    |      |         |       |
| 5    |      |         |       |

#### Seduti

##### Generale
| Pos. | Nome | Nazione | Punti |
| ---- | ---- | ------- | ----- |
| 1    |      |         |       |
| 2    |      |         |       |
| 3    |      |         |       |
| 4    |      |         |       |
| 5    |      |         |       |
| 6    |      |         |       |
| 7    |      |         |       |
| 8    |      |         |       |
| 9    |      |         |       |
| 10   |      |         |       |

##### Discesa libera
| Pos. | Nome | Nazione | Punti |
| ---- | ---- | ------- | ----- |
| 1    |      |         |       |
| 2    |      |         |       |
| 3    |      |         |       |
| 4    |      |         |       |
| 5    |      |         |       |

##### Supergigante
| Pos. | Nome | Nazione | Punti |
| ---- | ---- | ------- | ----- |
| 1    |      |         |       |
| 2    |      |         |       |
| 3    |      |         |       |
| 4    |      |         |       |
| 5    |      |         |       |

##### Slalom gigante
| Pos. | Nome | Nazione | Punti |
| ---- | ---- | ------- | ----- |
| 1    |      |         |       |
| 2    |      |         |       |
| 3    |      |         |       |
| 4    |      |         |       |
| 5    |      |         |       |

##### Slalom speciale
| Pos. | Nome | Nazione | Punti |
| ---- | ---- | ------- | ----- |
| 1    |      |         |       |
| 2    |      |         |       |
| 3    |      |         |       |
| 4    |      |         |       |
| 5    |      |         |       |